# Hermann von Walther und Croneck
Ernst Alexander Hermann von Walther und Croneck (* 14. März 1801 in Spandau; † 12. Dezember 1893 in Kapatschütz, Landkreis Trebnitz) war ein preußischer Generalleutnant.

## Leben

### Herkunft
Hermann war ein Sohn des preußischen Majors im Invalidenbataillon Vollrath Ehrenfried Hermann von Walther und Croneck (1752–1841) und dessen Ehefrau Wilhelmine, geborene Sprenger (1781–1865).

### Militärkarriere
Nach dem Besuch einer Privatschule in Berlin trat Walther am 3. Oktober 1816 als Dreijährig-Freiwilliger mit Aussicht auf Beförderung in das Kaiser Alexander Grenadier-Regiment der Preußischen Armee ein und avancierte bis Ende Juli 1838 zum Kapitän und Kompaniechef. Unter Beförderung zum Major folgte am 27. März 1847 seine Ernennung zum Kommandeur des II. Bataillons im 4. Garde-Landwehr-Regiment in Koblenz. Während der Niederschlagung der Badischen Revolution nahm Walther 1849 an den Gefechten bei Wiesenthal, Neudorf und Kuppenheim teil. Dafür zeichnete ihn Großherzog Leopold mit dem Kommandeurkreuz II. Klasse des Ordens vom Zähringer Löwen aus.
Walther wurde am 11. Mai 1852 in das Garde-Reserve-Infanterie-Regiment versetzt und am 22. März 1853 zum Oberstleutnant befördert. Am 27. April 1854 kam er als Kommandeur in das Kaiser Franz Grenadier-Regiment und stieg Mitte Juli 1857 zum Oberst auf. Unter Stellung à la suite seines Regiments schloss sich am 7. Juli 1858 seine Ernennung zum Kommandeur der 21. Infanterie-Brigade an. Walther erhielt am 13. Februar 1858 den Orden der Eisernen Krone II. Klasse und am 22. November 1858 die Beförderung zum Generalmajor. Am 28. Oktober 1859 wurde er mit dem Sankt-Stanislaus-Orden I. Klasse ausgezeichnet. Am 13. Mai 1861 wurde er Kommandeur der 2. Garde-Infanterie-Brigade und erhielt den Stern zum Roten Adlerorden II. Klasse mit Eichenlaub. Er wurde am 3. Januar 1862 mit dem Charakter als Generalleutnant und Pension zur Disposition gestellt. Er starb am 12. Dezember 1893 auf seinem Gut Kapatschütz bei Prausnitz.